# Höflegletscher
Der Höflegletscher ist ein breiter Gletscher in der Shackleton Range, einem Teil des Transantarktischen Gebirges im Coatsland östlich des Filchner-Ronne-Schelfeises.
Von den Clarkson-Kliffs fließt er zwischen Morris Hills und Lewis Chain nordwärts in Richtung Slessor-Gletscher.
Der Gletscher wurde von Teilnehmern der Expedition GEISHA (Geologische Expedition in die Shackleton Range) des Alfred-Wegener-Instituts im Südsommer 1987/1988 nach dem Geologen Hans-Christoph Höfle (1941–1993) benannt, der als Spezialist für das Quartär an mehreren Antarktisexpeditionen teilgenommen hatte.
Dieser und weitere sieben Namensvorschläge von GEISHA wurden zusammen mit sieben Vorschlägen aus den Expeditionen GANOVEX V und VII am 9./10. Mai 1994 vom Deutschen Landesausschuss für das Scientific Committee on Antarctic Research (SCAR) und für das International Arctic Science Committee (ISAC) bestätigt und ans SCAR gemeldet.